# Werner Bickelhaupt
Werner Bickelhaupt (Ober-Ramstadt, 2 dicembre 1939) è un allenatore di calcio tedesco.

## Carriera

### Allenatore
Nella stagione 1971-1972 ha allenato il Greuther Fürth, in Regionalliga Süd, la terza divisione tedesca, mentre l'anno seguente ha seduto sulla panchina del Freiburger Fußball-Club 1897. Successivamente dal luglio all'ottobre del 1973 ha allenato l'Aalen, sempre nella terza divisione tedesca. Nella stagione 1974-1975 ha poi allenato il Spvgg Freudenstadt.
Nel marzo del 1977 è subentrato sulla panchina del Würzburg, con cui ha concluso il campionato di 2. Fußball-Bundesliga al tredicesimo posto in classifica nel girone sud. L'anno seguente ha invece allenato lo Young Fellows, nella seconda divisione svizzera. Nel 1978 è stato commissario tecnico della nazionale del Bangladesh, mentre dal 1979 al 1981 è stato commissario tecnico della nazionale thailandese; dal marzo al giugno del 1980, parallelamente all'incarico con la Thailandia, ha inoltre allenato il Biberach, nelle serie minori tedesche. Dal 1980 al 1982 ha invece allenato l'Al-Ittihad Alessandria, club della prima divisione egiziana.
Nella stagione 1985-1986 è subentrato sulla panchina del Sakaryaspor, che ha allenato per complessive cinque partite nella prima divisione turca e per una partita in Coppa di Turchia. Nel 2003 ha allenato per un periodo di due mesi la nazionale dello Swaziland.